# Blondi

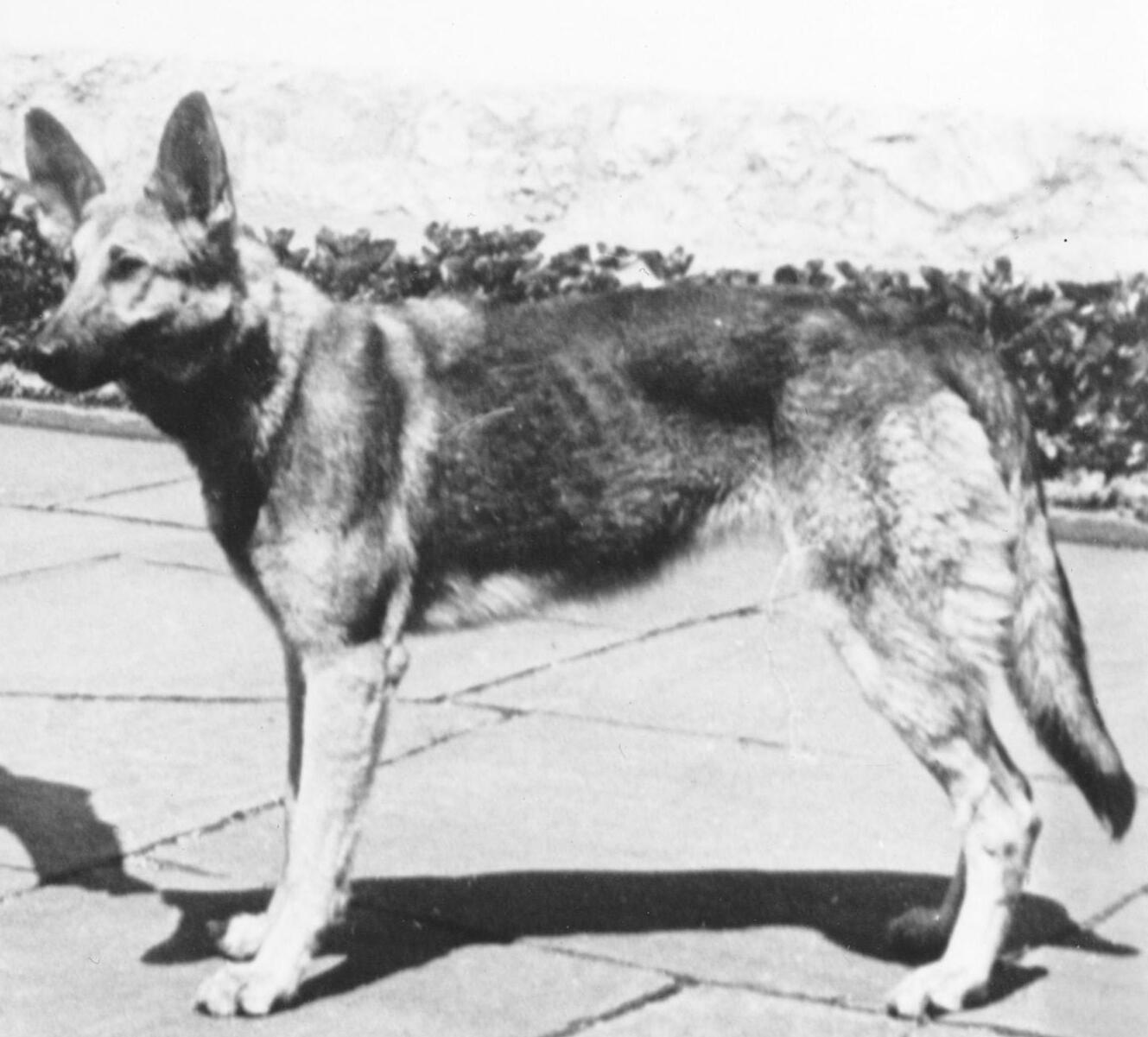
Blondi nel giugno 1942.

Blondi (1941 – Berlino, 29 aprile 1945) era il cane da pastore tedesco di Adolf Hitler.

## Biografia

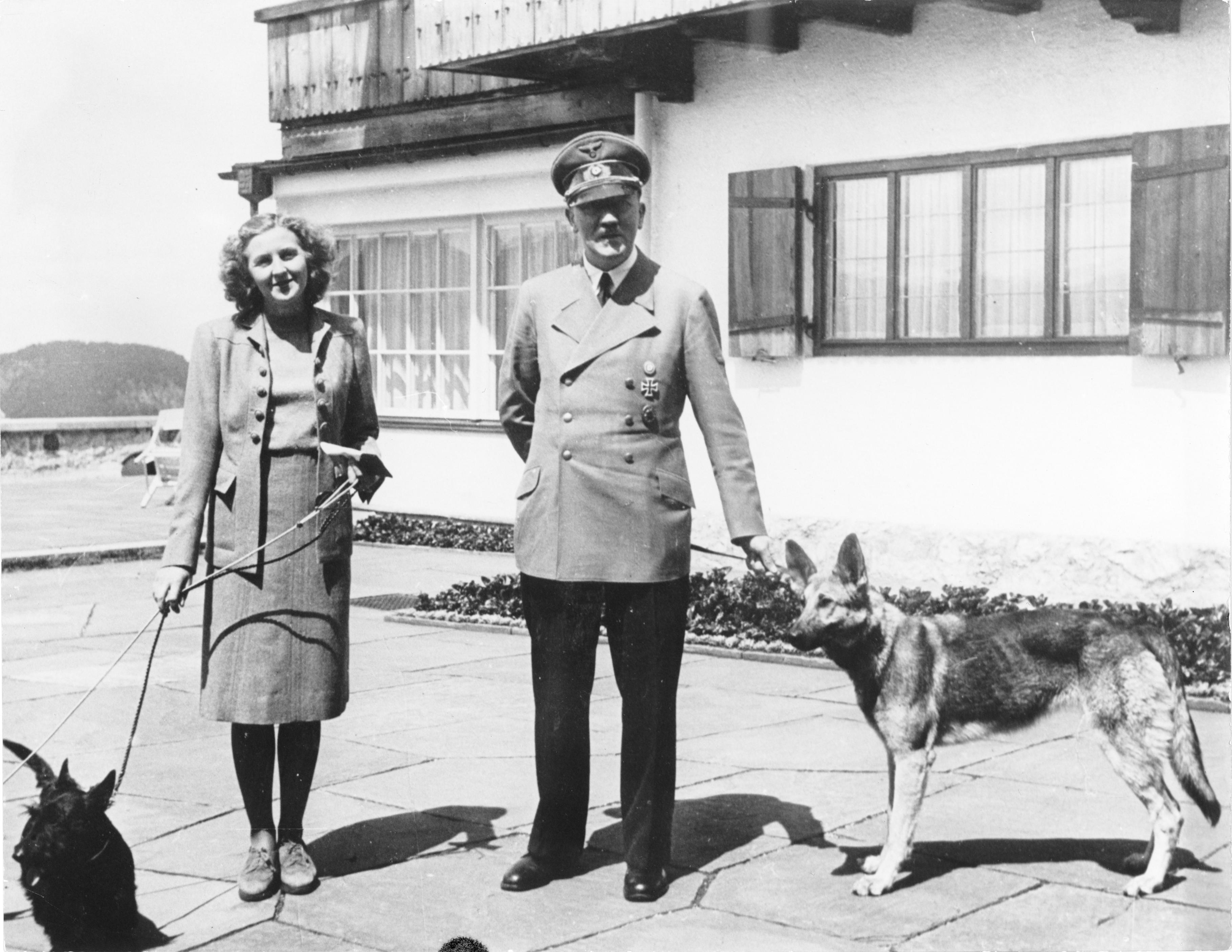
Berghof: Adolf Hitler, con Blondi al guinzaglio, assieme a Eva Braun.

Adolf Hitler ebbe già un altro pastore tedesco in precedenza, nel 1921, ma fu costretto a dare via il cane a causa di un periodo di povertà. Il cane scappò e tornò da lui. Hitler, assistendo a questa prova di notevole lealtà, sviluppò una certa simpatia per la razza.
Blondi venne regalata al Führer da Martin Bormann nel 1941. A detta di tutti, Hitler era molto affezionato a Blondi e la teneva spesso al proprio fianco, mentre la segretaria di Hitler, Traudl Junge, ha dichiarato in seguito che Eva Braun la detestava e che talvolta la prendeva a calci. Il dittatore inoltre giocava con lei regolarmente, anche durante gli intervalli nelle riunioni militari: fu notato che quando Blondi eseguiva correttamente esercizi e trucchi Hitler si rilassava, divenendo più ricettivo verso le proposte dei suoi generali, al punto che un ufficiale ebbe a dichiarare: "Ho avuto a volte l'impressione che l'esito della campagna di Russia dipendesse più da Blondi che dallo stato maggiore tedesco".
Stette con Hitler anche dopo che egli si trasferì nel Führerbunker, nel quale le permetteva di dormire nella sua camera da letto, durante la caduta di Berlino, e nell'aprile 1945 diede alla luce cinque cuccioli, con il pastore tedesco dell'architetta Gerdy Troost, Harass. Hitler chiamò uno dei cuccioli "Wolf", il suo soprannome preferito e il significato del suo nome "Adolf". Nei suoi ultimi giorni il Führer divenne "emotivamente dipendente" da Blondi, arrivando a rischiare la vita per portarla a passeggiare quotidianamente fuori dal bunker. Prima di darsi la morte, ordinò a uno dei suoi medici personali, il dottor Werner Haase, di testare su Blondi le pillole di cianuro che gli sarebbero servite per il suicidio.
I soldati dell'Armata Rossa, una volta giunti al bunker, trovarono i corpi di Blondi e di un suo cucciolo. Fritz Tornow, sergente della Wehrmacht che prestò servizio come addestratore di cani di Hitler, portò i cuccioli di Blondi in una zona boschiva vicina e li uccise. Il quarto cucciolo venne regalato alla sorella di Eva, Gretl.

## Nella cultura di massa

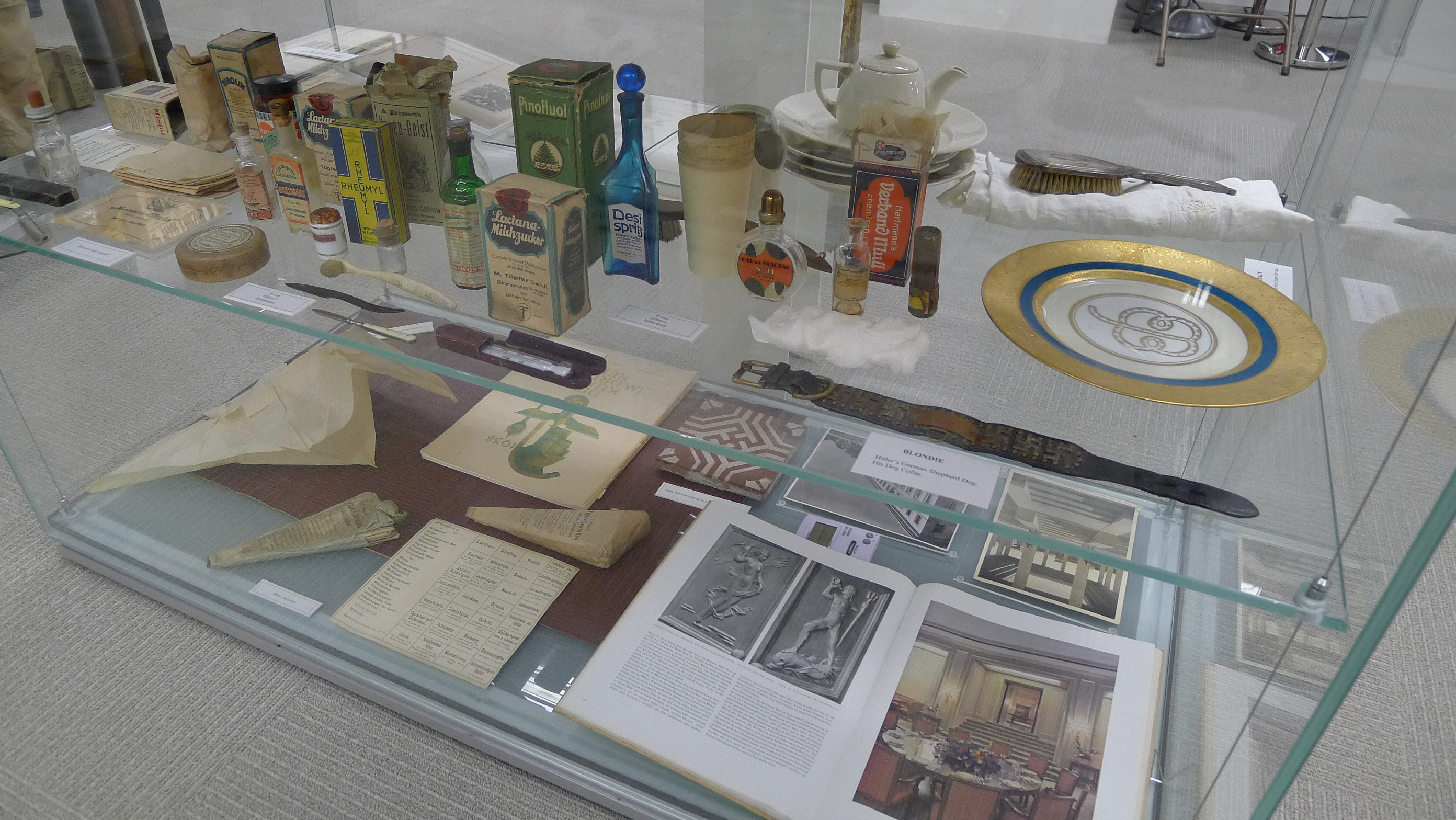
Effetti personali di Hitler esposti presso The International Museum of World War II di Natick: in primo piano a destra il collare di Blondi.

### Musica
- Blondi è citata nella canzone Ich hock' in meinem Bonker (2006), di Walter Moers, e compare anche nel videoclip della stessa. In una scena, fa addirittura il bagno con Hitler.
- È citata anche nella canzone Asperger (2012), de I Cani, contenuta nell'EP I cani non sono i pinguini non sono i cani, pubblicato insieme ai Gazebo Penguins.

### Cinema e teatro
- È presente in alcune scene del film La caduta di Berlino (1949), del cineasta sovietico Michail Čiaureli. La sua presenza nel bunker con Hitler viene documentata così come la sua fine: Blondi ingoia una pillola di cianuro inserita in un pasticcino.
- Viene menzionata in Gold (1992), del regista gallese Peter Greenaway.
- Compare in più punti del film La caduta - Gli ultimi giorni di Hitler (2004), che narra gli ultimi giorni di vita del dittatore.[9]
- È presente anche in molte scene del film Mein Führer - La veramente vera verità su Adolf Hitler (2007).
- È anche riconoscibile in una scena del film Operazione Valchiria (2008), sempre accanto a Hitler.
- Nel 2012 è stato realizzato un cortometraggio dal titolo Blondi, el perro de Hitler, diretto dal regista spagnolo Hugo De La Riva.[10]
- Nel 2013 l'attrice Federica Fracassi interpretò il monologo Blondi di Massimo Sgorbani, con la regia di Renzo Martinelli e prodotto dal Piccolo Teatro di Milano, nel quale il rapporto tra Hitler e Blondi è raccontato dal punto di vista di quest'ultima.[11][12]